# Tossal de Fontanyon
El Tossal de Fontanyon és una muntanya de 726 metres que es troba al municipi d'Ivars de Noguera, a la comarca catalana de la Noguera.